# اچ‌ام‌اس انکاونتر (اچ۱۰)
اچ‌ام‌اس انکاونتر (اچ۱۰) (به انگلیسی: HMS Encounter (H10)) یک ناوشکن بریتانیایی کلاس ئی بود که طول آن ۳۱۸ فوت ۳ اینچ (۹۷٫۰۰ متر) بود. این کشتی در سال ۱۹۳۴ ساخته شد و در جنگ جهانی دوم نیز درخدمت نیروی دریایی بریتانیا بود تا اینکه در مارس سال ۱۹۴۲ توسط کشتی‌های ژاپنی در نبرد دوم دریای جاوه غرق شد.